# Estación Hierro Viejo
Hierro Viejo fue una estación del ferrocarril ubicada en la localidad de Hierro Viejo que se halla dentro de la comuna de Petorca, en la región de Valparaíso de Chile. Fue parte del ramal ferroviario entre las localidades de Pedegua y Petorca.
El ramal junto con la estación habían estado siendo considerados para su construcción desde 1897. En 1924 se inaugura el ramal Pedegua-Petorca que conecta al Longitudinal Norte con la ciudad de Petorca.
Durante un periodo alrededor de 1936, la estación cerró sus andenes y los pasajeros así como la carga de los trenes se detienen en un desvío.
Operó con normalidad hasta mediados de la década de 1960. Actualmente solo quedan en pie los restos de la estación.